# Frankrijk op de Olympische Winterspelen 1956
Tijdens de Olympische Winterspelen van 1956, die in Cortina d'Ampezzo (Italië) werden gehouden, nam Frankrijk voor de zevende keer deel.

## Deelnemers en resultaten

### Alpineskiën
| Olympiër         | Discipline       | Resultaat | Prestatie                      |
| ---------------- | ---------------- | --------- | ------------------------------ |
| François Bonlieu | reuzenslalom (m) | 9e        | 3.11,8 (+11,7)                 |
| Charles Bozon    | afdaling (m)     | 8e        | 3.01,9 (+9,7)                  |
| Charles Bozon    | reuzenslalom (m) | 5e        | 3.08,4 (+8,3)                  |
| Charles Bozon    | slalom (m)       | 7e        | 3.26,2 (+11,5) 1.32,3+1.53,9   |
| René Collet      | afdaling (m)     | dq        | diskwalificatie                |
| Adrien Duvillard | afdaling (m)     | dq        | diskwalificatie                |
| Adrien Duvillard | reuzenslalom (m) | 4e        | 3.07,9 (+7,8)                  |
| Adrien Duvillard | slalom (m)       | 38e       | 4.18,9 (+1.04,2) 1.27,5+2.51,4 |
| Gérard Pasquier  | reuzenslalom (m) | 30e       | 3.25,6 (+25,5)                 |
| Gérard Pasquier  | slalom (m)       | 6e        | 3.24,6 (+9,9) 1.31,0+1.53,6    |
| Bernard Perret   | slalom (m)       | 8e        | 3.26,3 (+11,6) 1.31,7+1.54,6   |
| André Simond     | afdaling (m)     | dq        | diskwalificatie                |
|                  |                  |           |                                |
| Marysette Agnel  | afdaling (v)     | 21e       | 1.52,4 (+11,7)                 |
| Marysette Agnel  | reuzenslalom (v) | 8e        | 1.59,4 (+2,9)                  |
| Marysette Agnel  | slalom (v)       | 9e        | 1.58,8 (+6,5) 58,2+1.00,6      |
| Edith Bonlieu    | afdaling (v)     | dq        | diskwalificatie                |
| Madeleine Front  | afdaling (v)     | 24e       | 1.53,6 (+12,9)                 |
| Madeleine Front  | reuzenslalom (v) | 14e       | 2.02,3 (+5,8)                  |
| Muriel Lip       | slalom (v)       | dq        | diskwalificatie                |
| Paule Moris      | reuzenslalom (v) | 18e       | 2.02,5 (+6,0)                  |
| Paule Moris      | slalom (v)       | 18e       | 2.15,6 (+23,3) 1.13,9+1.01,7   |
| Josette Nevière  | afdaling (v)     | 8e        | 1.49,2 (+8,5)                  |
| Josette Nevière  | reuzenslalom (v) | 10e       | 2.00,8 (+4,3)                  |
| Josette Nevière  | slalom (v)       | 8e        | 1.58,3 (+6,0) 1.00,3+58,0      |

### Bobsleeën
| Olympiër                                                   | Discipline                 | Resultaat | Prestatie                                                |
| ---------------------------------------------------------- | -------------------------- | --------- | -------------------------------------------------------- |
| André Robin Lucien Grosso                                  | 2-mansbob (m) Frankrijk I  | dnf       | opgave (details niet bekend)                             |
| André Donnert Serge Giacchini                              | 2-mansbob (m) Frankrijk II | dnf       | opgave (details niet bekend)                             |
| André Robin Pierre Bouvier Jacques Panciroli Lucien Grosso | 4-mansbob (m) Frankrijk I  | 18e       | 5.23,83 (+13,39) (1.20,00 / 1.21,25 / 1.20,95 / 1.21,63) |

### Kunstrijden
| Olympiër (deelname) | Discipline | Resultaat | Prestatie                 |
| ------------------- | ---------- | --------- | ------------------------- |
| Alain Giletti       | mannen     | 4e        | pc. 37,0; 159,630 punten  |
| Alain Calmat        | mannen     | 9e        | pc. 77,0; 148,380 punten  |
| Maryvonne Huet      | vrouwen    | 17e       | pc. 194,0; 138,300 punten |

### Langlaufen
| Olympiër                                                | Discipline            | Resultaat | Prestatie                                       |
| ------------------------------------------------------- | --------------------- | --------- | ----------------------------------------------- |
| Victor Arbez                                            | 15 km (m)             | 52e       | 57.38 (+7.59)                                   |
| Charles Binaux                                          | 30 km (m)             | dq        | diskwalificatie                                 |
| Benoît Carrara                                          | 15 km (m)             | 22e       | 53.41 (+4.02)                                   |
| René Mandrillon                                         | 30 km (m)             | 22e       | 1:52.18 (+8.12)                                 |
| Jean Mermet                                             | 15 km (m)             | 20e       | 53.40 (+4.01)                                   |
| Paul Romand                                             | 15 km (m)             | 50e       | 57.11 (+7.32)                                   |
| Paul Romand                                             | 30 km (m)             | 35e       | 1:59.02 (+14.56)                                |
| Victor Arbez René Mandrillon Benoît Carrara Jean Mermet | 4x10 km estafette (m) | 6e        | 2:24.06 (+8.36) (36.51 / 36.14 / 35.18 / 35.43) |

### Schaatsen
| Olympiër       | Discipline | Resultaat | Prestatie      |
| -------------- | ---------- | --------- | -------------- |
| Raymond Gilloz | 500 m (m)  | 25e       | 43,2 (+3,0)    |
| Raymond Gilloz | 1500 m (m) | 34e       | 2.17,7 (+9,1)  |
| Raymond Gilloz | 5000 m (m) | 35e       | 8.32,5 (+43,8) |

### Schansspringen
| Olympiër       | Discipline | Resultaat | Prestatie                  |
| -------------- | ---------- | --------- | -------------------------- |
| André Monnier  | mannen     | 46e       | 167,5 punten (67,5+66,0 m) |
| Richard Rabasa | mannen     | 46e       | 167,5 punten (66,0+66,0 m) |
| Régis Rey      | mannen     | 48e       | 164,0 punten (65,0+65,0 m) |

Australië · België · Bolivia · Bulgarije · Canada · Chili · Duits eenheidsteam · Finland · Frankrijk · Griekenland · Groot-Brittannië · Hongarije · IJsland · Iran · Italië · Japan · Joegoslavië · Libanon · Liechtenstein · Nederland · Noorwegen · Oostenrijk · Polen · Roemenië ·  Sovjet-Unie · Spanje · Tsjecho-Slowakije · Turkije · Verenigde Staten · Zuid-Korea · Zweden · Zwitserland